# Лесунов, Валерий Павлович
Валерий Павлович Лесуно́в (12 января 1949, п. Урман, Иглинский район, БАССР, РСФСР, СССР — 18 декабря 2004, Уфа, РБ, Россия) — советский и российский организатор авиационного моторостроительного производства, генеральный директор ОАО «УМПО» (1998—2004). Заслуженный машиностроитель Республики Башкортостан.

## Биография

### Происхождение
Валерий Павлович Лесунов родился 12 января 1949 года в военном городке — пос. Урман Иглинского района БАССР.
Его отец, Павел Михайлович Лесунов (1911—1987), был строителем, работал прорабом в ПМК-127 треста «Башцелинстрой». Мать, Людмила Лукьяновна Лесунова (род. 1922), работала совхозным бригадиром в селе Улу-Теляк (бывший районный центр, с 1956 г. — в составе Иглинского района БАССР). Родители В. П. Лесунова повстречались в годы Великой Отечественной войны и после войны поженились.
Кроме сына, в семье родителей Валерия были две дочери: Валентина Павловна Прилепская (Лесунова; род. 1947), служащая, и Вера Павловна Герасимова (Лесунова; род. 1956), сотрудница УМПО.

### Хроника профессиональной деятельности
- 1966: окончил Улу-Телякскую среднюю школу;
- 1967: поступил на заочное отделение Уфимского авиационного института им. С. Орджоникидзе;
- 1968—1969: резчик металла в механо-сборочном цехе[1] № 8 Уфимского моторостроительного завода;
- 1969—1972: наладчик специальных станков, там же;
- 1972—1974: инженер-технолог, там же;
- 1974: окончил Уфимский авиационный институт по специальности «Технология машиностроения, металлорежущие станки и инструменты», квалификация по диплому — «инженер-механик»;[3]
- 1974—1975: служба в Советской Армии (г. Чапаевск Куйбышевской обл.; рядовой);
- 1975—1981: инженер-технолог Отдела главного технолога УМЗ (в 1978 г. предприятие было реорганизовано в Уфимское моторостроительное производственное объединение), в том числе:
- август 1978 — январь 1980: старший инженер по статору компрессора в группе советских специалистов на Корапутском машиностроительном заводе (двигателестроительное подразделение Hindustan Aeronautics Limited, HAL, — аэрокосмической компании правительства Индии);
- 1981—1983: заместитель главного технолога УМПО по второй площадке;
- 1983—1986: главный технолог Уфимского двигателестроительного завода (организованного в составе УМПО на базе второй площадки);
- 1984—1986: окончил полный курс обучения в Центральном институте повышения квалификации кадров авиационной промышленности (г. Москва) по специальности «Управление и организация производства»;[4]
- 1986—1987: заместитель главного инженера УМПО по механическому производству;
- 1987: исполняющий обязанности главного технолога УМПО;
- 1987—1993: главный инженер УМПО.[5] В 38 лет В. П. Лесунов стал самым молодым в СССР главным инженером авиадвигателестроительного предприятия,[6] в это время на УМПО трудилось около 50 тысяч рабочих и специалистов;[1]
- 1993: присвоено учёное звание доцента по кафедре технологии машиностроения;[7]
- 1993—1994: технический директор АО «УМПО»;
- 1994—1998: первый заместитель Премьер-министра Республики Башкортостан;[8][9]
- 1996: избран председателем Совета директоров УМПО;[1]
- 23 июля 1998 — 18 декабря 2004: генеральный директор ОАО «УМПО»;
- 2003: защитил диссертацию на соискание учёной степени «кандидат экономических наук».

### Смерть
Скоропостижно скончался во время игры в теннис 18 декабря 2004 года. Похоронен в Уфе на Южном кладбище.

## Во главе объединения[1]
На тот момент, когда В. П. Лесунов стал генеральным директором УМПО, — в конце июля 1998 года — задолженность предприятия перед коллективом сотрудников по зарплате составляла 8 месяцев. Новый директор со своей командой в первую очередь приступил к снижению затрат. Энергозатраты на рубль продукции были уменьшены почти в 4 раза — с 23 до 6 копеек. Существенно снизилась материалоёмкость. За пять последних месяцев 1998 г. прямые затраты на производство уменьшились на 98 млн рублей, что составило примерно 10 % от стоимости продукции.
Была резко активизирована работа по получению предприятием максимального количества заказов; В. П. Лесунов ввёл в структуру управления УМПО новую должность — заместитель генерального директора по маркетингу. Вскоре эта деятельность стала давать результаты: если за первые 7 месяцев 1998 г. было выпущено продукции на 434 млн рублей, то за остальные 5 месяцев — на 887 млн.
Основой производственного плана предприятия осталось производство двигателей для боевой авиации. Объединение продолжило выпуск нескольких модификаций АЛ-31Ф для истребителя четвёртого поколения Су-27, двигателей Р-195 и Р-95Ш для штурмовика Су-25, трансмиссий и агрегатов для вертолетов Ка-27, Ка-28, Ка-32 и Ми-26. В кооперации с запорожским ОАО «Мотор Сич» было освоено производство двигателей Д-436Т1 для ближнемагистрального пассажирского самолёта Ту-334 и Д-436ТП для многоцелевого самолета-амфибии Бе-200.
Значимым событием для предприятия стало подписание в 2000 г. контракта с Индией на продажу лицензии на производство двухместного многоцелевого тяжёлого истребителя Су-30МКИ и двигателя АЛ-31ФП с поворотным соплом (производство этого двигателя в России было освоено только на УМПО). Работы по контракту были запланированы на семилетний период.
Наряду с широким ассортиментом продукции для самолёто- и вертолётостроительных предприятий УМПО развернуло большую работу по выпуску гражданской продукции, от универсального мотоблока «Агрос» до двигателя для тяжелого транспортного снегохода, производство которого было начато по заказу «Газпрома». Был организован выпуск АЛ-31СТ — стационарного привода газоперекачивающих станций мощностью 16 МВт; поставки для «Газпрома» начались в 2000 году. На базе АЛ-31СТ объединение стало производить газотурбинный привод для электростанций АЛ-31СТЭ мощностью 18 МВт.
Задолженность по зарплате на предприятии была полностью ликвидирована к маю 1999 года. Проведённые под руководством В. П. Лесунова мероприятия позволили УМПО увеличивать объёмы выпускаемой продукции на 20—25 % в год. В итоге годовой оборот объединения достиг 13 млрд рублей (2004), приблизительно 90 % продукции выпускалось для экспортных поставок. УМПО в эти годы неоднократно становилось лучшим предприятием-экспортёром страны.
Объединением была продолжена и работа по освоению новой техники. Активно велась подготовка производства многофункционального двигателя малой тяги АЛ-55, предназначенного для установки на учебно-тренировочных и лёгких военных самолётах. Совместно с НПО «Сатурн» были проведены работы по созданию двигателя промежуточного поколения «4++». Постановлением Правительства России УМПО было задействовано в освоении и производстве двигателя нового, пятого поколения.

«Мы „разделили“ двигатель на две половины, и заботу об одной половине взял на себя Ласточкин в Рыбинске, а о другой половине — Лесунов в Уфе… Рыбинск взял себе компрессор низкого давления, турбину низкого давления, наружный контур и сборку. А Уфа оставляет за собой компрессор высокого давления, камеру сгорания, турбину высокого давления, форсажную камеру и сопло. Таким образом, мы собрали несколько двигателей, испытали и получили блестящие характеристики. Двигатель „пятого поколения“ был налицо».— В. М. Чепкин, генеральный конструктор.

## Научно-педагогическая деятельность
Кандидат экономических наук, доцент В. П. Лесунов на протяжении ряда лет вёл преподавательскую работу в Уфимском государственном авиационном техническом университете (по совместительству). Валерий Павлович Лесунов был заведующим филиалом кафедры технологии машиностроения, членом Учёного совета УГАТУ.
Доцент В. П. Лесунов непосредственно участвовал в работе по исследованию и применению ионно-имплантационного модифицирования поверхности материалов лопаток компрессора и турбины с целью повышения их ресурса и надёжности. Под руководством В. П. Лесунова технология ионной имплантации на лопатках газотурбинных двигателей была внедрена на УМПО.

## Публикации
В. П. Лесунов опубликовал 28 научных и учебно-методических работ и статей, получил четыре авторских свидетельства на изобретения. Среди его наиболее известных работ:

### Монографии
1. Уфимское моторостроительное производственное объединение. // Редакционная коллегия: В. П. Лесунов (председатель) и др. — Уфа, Слово, 2000. — 88 с. — ISBN 5-87308-201-4;
2. A. M. Смыслов, В. П. Лесунов, Ю. М. Дыбленко. // Технологическое обеспечение эксплуатационных свойств деталей ГТД. — Уфа, 2002. — С. 2—378.[12]

### Статьи
1. A. M. Смыслов, В. П. Лесунов, Гребенюк. Пути снижения повреждаемости рабочих лопаток компрессора ГТД. // Журнал «Авиационная промышленность». — Москва, 1992, № 12. — С. 50—51.[13]
2. В. П. Лесунов. Виды банковской рекламы. // Журнал «Рекламный мир». — 1995, № 23—24. — С. 18.[14]
3. В. П. Лесунов. ОАО «УМПО»: от авиационных двигателей к установкам для энергетики и транспортировки газа. // Журнал «Газотурбинные технологии». — Рыбинск, 2000, № 3. — С. 38—40.[15][16]
4. В. П. Лесунов. Россия должна оставаться в числе мировых лидеров в авиастроении. // Журнал «Экономика и управление». — Уфа, 2000, № 4. — С. 9—13;[17][18]
5. В. П. Лесунов. Высокие технологии — путь к успеху. // Журнал «Стандарты и качество». — Москва, 2002, № 1.
6. В. П. Лесунов. В рыночной борьбе выигрывает тот, кто делает товар лучше и дешевле. // Журнал «Экономика и управление». — Уфа, 2002, № 3. — С. 34—42;[17]
7. В. П. Лесунов. Инвестиции в будущее. // Журнал «Двигатель». — Москва, март—апрель 2004, № 2 (32). — С. 10—11;
8. В. П. Лесунов. Мы единственные в мире серийно делаем двигатели с управляемым вектором тяги. // Журнал «Вести». — Москва, 2005, № 2 (34). — С. 4—8.[19]

### Патенты
1. Г. Л. Ходоровский; Т. И. Фомичева; В. Г. Мишанова; Е. Л. Бибиков; А. М. Надежин; В. П. Лесунов; Я. П. Портной; М. В. Теренин. Способ изготовления отливок из титановых сплавов. Патент РФ № 2027543. Дата публикации: 27.01.1995. Заявитель: Московский авиационный технологический институт им. К. Э. Циолковского;
2. А. А. Васильев, В. П. Лесунов, В. А. Сырескин, В. В. Райский. Способ подготовки поверхности для плазменного покрытия. Патент РФ № 2132402. Дата публикации: 27.06.1999;
3. В. П. Лесунов, А. А. Савасин, И. Г. Савичев, Ф. Д. Климов, К. Ш. Закиров, У. А. Шарипов, Э. Б. Ахметов. Мотоблок. Патент на промышленный образец № 51328. Дата регистрации: 16.10.2002;
4. В. П. Лесунов, В. В. Шамаев. Теннисный тренажер. Патент на полезную модель № 35985. Дата публикации: 20.02.2004;
5. В. П. Лесунов, Ю. Л. Пустовгаров, В. А. Сырескин. Способ изготовления тонкостенных труб из жаропрочных дисперсионно-упрочняемых тугоплавких сплавов. Патент РФ № 2253527. Дата публикации: 10.06.2005.

## Государственная и общественная деятельность
- Депутат Государственного собрания — Курултая Республики Башкортостан I (1995—1999), II (1999—2003) и III (2003—2004) созывов от Калининского (с 2003 — Инорсовского) избирательного округа № 2.[20] В I и II созыве входил в Палату представителей, ГС III созыва стало однопалатным. Председатель Комитета палаты представителей республиканского парламента по бюджету, налогам, банкам и финансам, вопросам собственности;
- Председатель Совета директоров предприятий и организаций г. Уфы;
- Член Президентского Совета Республики Башкортостан;[21]
- Президент Федерации греко-римской борьбы Республики Башкортостан;[22]

## Признание
- 2000: Орден Почёта — «за большой вклад в создание специальной техники и многолетний добросовестный труд»;[23]
- 1970: медаль «За доблестный труд. В ознаменование 100-летия со дня рождения Владимира Ильича Ленина»;
- 1995: звание «Заслуженный машиностроитель Республики Башкортостан»;
- 2003: медаль «За укрепление боевого содружества» (Минобороны);[24]
- 1999: звание «Лучший менеджер России»;
- 2001: почётный знак «За достижения в области качества» программы «100 лучших товаров России»;[25]
- 2002: включён в «Рейтинг 1000 самых профессиональных менеджеров России» (Ассоциация менеджеров, ИД «Коммерсант». Экспертиза — компания Ernst & Young). Группа Топ’100 — 51 место;
- 2004: звание «Заслуженный предприниматель России» (Российская академия бизнеса и предпринимательства);[26]
- 2004: лауреат конкурса «Российский лидер качества» (Центр экспертных программ Всероссийской организации качества);[27]
- декабрь 2004: лауреат премии «Человек года-2004» (Русский биографический институт) в номинации «Экономика и стратегическое управление»;[28]
- включён в рейтинг «Наиболее влиятельные региональные предприниматели» журнала «Эксперт».[29]

## Семья, досуг
Первая жена Валерия Павловича, Татьяна Николаевна Лесунова (род. 1946), и сын, Аркадий Валерьевич Лесунов (род. 1973), — моторостроители. От второй жены Лесуновой Людмилы Витальевны родился сын Лесунов Алексей Валерьевич (2004 г.)
В. П. Лесунов был квалифицированным спортсменом. В зрелые годы он отдавал предпочтение большому теннису, плаванию, горным лыжам, увлекался ездой на снегоходе.

## Память
- с 2005 в Уфе проводится ежегодный теннисный турнир на Кубок ОАО «УМПО», посвящённый памяти Валерия Лесунова;[30]
- 2006: в с. Улу-Теляк Иглинского района Республики Башкортостан именем Валерия Лесунова названа средняя общеобразовательная школа, которую он окончил в 1966 г.[31] В школьном музее Валерию Павловичу посвящён стенд, отражающий детские и юношеские годы генерального директора УМПО, его профессиональную деятельность. Представлены личные вещи В. П. Лесунова;
- 2007: ОАО «УМПО» учредило стипендии имени Валерия Лесунова для лучших студентов УГАТУ.[6] Размер стипендии первоначально составлял 2 тысячи рублей, с 2014 г. он повышен до 10 тыс. руб. в месяц;[32]
- 2014: в уфимском микрорайоне Инорс в честь Валерия Лесунова названа улица.[33]